# Kurtalábú pásztor
A Kurtalábú pásztor egy dr. Homoki Nagy István által írt, rendezett és fényképezett, 1970-es film.
Pletykáról, a tacskó nőstényről (őt már láthattuk a két Cimborák filmben és a Pletyka délutánjában) és egy fekete kameruni kecskéről szól. A kecske egyik este elszökik, kóbor kutyák megkergetik, és két ember elrabolja. Pletyka a keresésére indul. A film arról szól, hogy a két barát milyen kalandokat él át, míg hazaérkeznek.
A film megjelent VHS formátumban a MOKÉP gondozásában 1992-ben. Könyvtárakban fellelhető.